# The Bare Necessities
Lo stretto indispensabile (nella versione in inglese The Bare Necessities, con un gioco di parole e assonanza con "bear" = "orso") è una canzone scritta nel 1967 da Terry Gilkyson per il lungometraggio animato della Disney Il libro della giungla. Viene cantata da Baloo e Mowgli, ovvero rispettivamente Phil Harris e Bruce Reitherman nella versione originale, e da Tony De Falco e Luigi Palma in quella italiana.

## Premi e riconoscimenti
La canzone ha ricevuto una nomination per l'Oscar alla migliore canzone nel 1968 e per la lista AFI's 100 Years... 100 Songs dedicata alle 100 migliori canzoni del cinema americano.

## Altre versioni
La canzone è stata ripresa alla fine dello stesso film, con Baloo e Bagheera (Sebastian Cabot nella versione originale, Corrado Gaipa in quella italiana) che la cantano a braccetto allontanandosi nella giungla dopo la partenza di Mowgli.
La canzone appare inoltre ne Il libro della giungla 2, cantata da Baloo, Mowgli e Shanti, e nella serie Cuccioli della giungla (in versione hip hop).
Nel film Il libro della giungla, del 2016, la canzone viene ripresa e cantata sempre dal personaggio di Baloo. Il testo della canzone è rimasto pressoché invariato ed è stata cantata, nella versione originale da Bill Murray, mentre nella versione italiana viene cantata da Neri Marcorè.